# 泰皮查卡科塔湖
16°13′S 68°21′W / 16.217°S 68.350°W
泰皮查卡科塔湖（Taypi Chaka Quta），是玻利維亞的湖泊，位於該國西部拉巴斯省的洛斯安地斯省，處於索拉科塔湖西南面的玻利維亞瑞阿爾山脈地區，海拔高度4,412米。